# Скрябина, Антонина Владимировна
Антони́на Влади́мировна Скря́бина (17 февраля [1 марта] 1894, с. Богословское или Ловчиково, Орловская губерния — 15 апреля 1977, Москва) — советский педагог, общественный деятель; Заслуженный учитель школы РСФСР (1940).

## Биография
По отцу происходит из галичско-арзамасской ветви древнего дворянского рода Скрябиных, записанного в VI-ю часть родословной книги дворян Московской губернии в 1794 г. ; по матери — из рода Рязанцевых, дворян и потомственных почётных граждан России.
Окончила 8 классов Орловской женской гимназии, с 1913 г. училась на экономическом факультете Московского коммерческого института. В годы Первой мировой войны была медицинской сестрой на фронте, затем служила инструктором по сельскохозяйственной продовольственной переписи Московского городского статистического отдела и одновременно продолжала учиться в институте, окончила его в 1917 г.
Откликнувшись на призыв Н. К. Крупской к прогрессивной русской интеллигенции, с 4 марта 1918 г. приступила к работе преподавателем в 4-м Яузском мужском городском училище; затем работала учителем в разных школах Москвы. В 1931 г. без отрыва от работы окончила Московский областной педагогический техникум им. Профинтерна.
В период Великой Отечественной войны со своей школой и учащимися находилась в эвакуации в д. Верхняя Чермода (Осинский район Пермской области), где преподавала, одновременно занимаясь развитием народного образования и школьным строительством, будучи инспектором школ и депутатом района. В послевоенное время продолжала педагогическую деятельность в Москве.
Неоднократно избиралась депутатом Дзержинского района города Москвы, председателем комиссии по выборам в Мособлсовет, членом Учебно-методического совета при Министерстве просвещения РСФСР, состояла членом Общества культурных связей с зарубежными странами и других организаций. Её юннатские кружки много лет являлись экспонентами ВСХВ (ВДНХ), за что награждались медалями, грамотами и ценными подарками.

### Семья
Отец — Владимир Павлович Скрябин (1854—1921), главный бухгалтер у графа Сергея Владимировича Орлова-Давыдова; после 1917 года — директор совхоза.
Мать — Александра Николаевна Рязанцева (1860—1923).
Муж (с 1917 г.) — Пышкало, Михаил Антонович (1885—1941), белорус, юнкер-прапорщик, впоследствии — народный учитель, член Моссовета — 1923,1924 гг., директор школы, погиб в 1941 г. в рядах народного ополчения под гор. Ельня Смоленской обл. Будущие супруги познакомились на фронте Первой мировой войны; венчались в Москве в Храме Апостолов Петра и Павла. Дети:
- Пышкало, Анатолий Михайлович (23.5.1919 — 2.4.2000) — член-корреспондент РАО, доктор педагогических наук, профессор; его дети:
  - Наталия Анатольевна (в замужестве — Янковская, род. 2.6.1948) — кандидат педагогических наук, доцент, главный редактор журнала «Педагогическая диагностика», директор Центра психолого-медико-социального сопровождения (ЮВАО) г. Москвы, автор 188 публикаций по педагогике,
  - Ирина Анатольевна Пышкало-Скрябина (род. 22.12.1952) — Заслуженный учитель Российской Федерации (13.3.2007);
- Ирина Михайловна (в замужестве — Саракаева; род. 27.7.1923) — преподаватель, имеет правительственные награды, пенсионер; её сын:
  - Михаил Османович Саракаев (род. 11.12.1946) — Почётный работник высшего профессионального образования Российской Федерации (13.10.2005), кандидат экономических наук, доцент, старший научный сотрудник, учёный секретарь МГСГИ, Ветеран труда, на пенсии, автор более 100 трудов по экономической теории, социально-экономической истории, русской истории и генеалогии[5]; его дети:
    - Михаил Михайлович Саракаев (род. 18.5.1977) — звукорежиссёр,
    - Ирина Михайловна Скрябина (род 13.9.1975) — архитектор, дизайнер, художник.
- Людмила Михайловна (в замужестве - Буравцева; род. 02.02.21 - 22.05.1987) - домохозяйка, мать 4 дочерей, из которых Лариса Дмитриевна - падчерица: 
  - Лариса Дмитриевна Константинова (род. 23.04.1937 - 10.02.1988) - учитель биологии (г. Остров, Псковская обл.)
  - Татьяна Дмитриевна Самойлович (15.04.1947 - 22.02.2013) - инженер-технолог (г. Минск)
  - Наталья Дмитриевна Глушакова (02.06.1949 - 10.04.2015)
  - Елена Дмитриевна Демянчук (род. 08.02.1950) пенсионер

А. В. Скрябина — основатель педагогической династии Пышкало-Скрябиных.

## Учебно-методическая деятельность
Автор печатных трудов по педагогике и организации юннатской работы с дошкольниками и школьниками (её книга «Моя работа с юннатами» выдержала два издания), изобретатель наглядных пособий по биологии для преподавания в школе. Неоднократно выступала перед московскими учителями в стенах Института усовершенствования учителей (есть стенограммы), МГДУ (есть пригласительные билеты), по радио (данные из писем учителей и учащихся) и телевидению (имеются стенограммы), делясь почти полувековым опытом своей работы в школе.

### Избранные труды
- Скрябина А. В. Вместе со всем народом [автобиографическая статья] // Биология в школе. — 1967. — № 5. — С. 16-20.
- Скрябина А. В. Моя работа с юннатами. — М.: Молодая гвардия, 1954. — 70 с. — 50 000 экз.
  - 2-е изд., доп. — М.: Молодая гвардия, 1960. — 100 с. — 35 000 экз.
- Скрябина А. В. Панно из засушенных цветов // Начальная школа. — 1973. — № 6. — С. 27-29.
- Скрябина А. В. Что ребята привезут из лагеря // Друзьям природы (Сб.). — М.: Молодая гвардия, 1965. — С. 78-92.

## Награды
- Заслуженный учитель школы РСФСР (1940; Почётная грамота № 501 выдана 13.01.1944)[7]
- орден Ленина (1944)
- орден Трудового Красного Знамени (1944)
- медаль «За доблестный труд в Великой Отечественной войне 1941—1945 гг.» (1946)
- бронзовая медаль ВДНХ (1962) и четыре медали участника ВСХВ
- медаль «В память 800-летия Москвы»
- медаль «За доблестный труд. В ознаменование 100-летия со дня рождения Владимира Ильича Ленина»
- медаль «Тридцать лет Победы в Великой Отечественной войне 1941—1945 гг.»

## Адреса в Москве
- 1918—1970 — Варсонофьевский переулок, д. 4.